# Девінн Чарлтон
Девінн Аштін Чарлтон (англ. Devynne Ashtyn Charlton; нар. 26 листопада 1995) — багамська легкоатлетка, яка спеціалізується в бар'єрному бігу.

## Спортивні досягнення
Фіналістка (6-е місце) у бігу на 100 метрів з бар'єрами на Олімпіаді-2021.
Дворазова фіналістка у бігу на 100 метрів з бар'єрами на чемпіонатах світу — 4-е місце у 2023 та 7-е місце у 2022. Учасниця двох інших чемпіонатів світу в цій дисципліні (2015, 2017), де зупинялась у попередніх раундах змагань.
Срібна призерка чемпіонату світу в приміщенні у бігу на 60 метрів з бар'єрами (2022). Фіналістка (8-е місце) на цій дистанції на чемпіонаті-2018.
Срібна призерка в естафетному бігу 4×100 метрів та бронзова призерка у бігу на 100 метрів з бар'єрами на чемпіонаті Північної і Центральної Америки та країн Карибського басейну з легкої атлетики (2022).
Срібна призерка Ігор Співдружності у бігу на 100 метрів з бар'єрами (2022).
Багаторазова чемпіонка та рекордсменка країни з бігу на 100 метрів з бар'єрами.
Дворазова рекордсменка світу з бігу на 60 метрів з бар'єрами — 7,67 та 7,65 (обидва — 2024).